# AdAway
AdAway es una aplicación de bloqueo de publicidad gratuita y de código abierto para el sistema operativo móvil Android. 

## Historia
Dominik Schürmann la creó en junio de 2011, pero ahora lo mantienen otros desarrolladores. En 2013, se eliminó de la tienda Google Play junto con otras aplicaciones de bloqueo de anuncios. Después de su eliminación, AdAway utilizó el repositorio de aplicaciones F-Droid para ofrecer su descarga.

## Características
AdAway bloquea anuncios utilizando archivos host de varias ubicaciones, combinándolos automáticamente. El usuario puede bloquear o confiar en dominios adicionales, o agregar un nuevo archivo de hosts por completo. Existe una opción para registrar solicitudes DNS para ayudar en esta tarea. AdAway requiere en la versión actual 5.10.0 acceso de superusuario (root, porque el archivo de hosts está en la partición del sistema) o el uso de DNS, que es proporcionado por el propio AdAway.